# ロバート・ローリー (初代ウェンロック男爵)
初代ウェンロック男爵ロバート・ローリー（Robert Lawley, 1st Baron Wenlock、1768年 – 1834年4月10日）は、イギリスの政治家、貴族。1802年から1806年まで庶民院議員を務めた。1821年に政敵セシル・ウェルド＝フォレスターのウェンロック男爵への叙爵を阻止した後、1831年にウェンロック男爵に叙された。

## 生涯
第5代準男爵サー・ロバート・ローリーと妻ジェーン（ビールビー・トムソンの娘）の長男として、1768年に生まれた。1787年8月29日にエンサイン（歩兵少尉）としてグレナディアガーズに入隊、1791年1月27日に軍務を辞した。
1793年3月11日に父が死去すると、準男爵位を継承した。父はウォリックシャー選挙区から選出されて庶民院議員を務め、ローリーも父から継承した領地によりスタッフォードシャー、ウォリックシャー、シュロップシャーで影響力を有したが、いずれも庶民院の議席を保証するほど強いものではなかった。1794年にシュロップシャーのウェンロック選挙区から選出されていた第5代準男爵サー・ヘンリー・ブリッジマンが貴族院に移籍すると、ローリーは出馬を検討したが、最終的には有力者ジョージ・フォレスターの巧妙な戦術により撤退を余儀なくされた。このとき、もう1人の現職議員もフォレスター家の人物だったため、フォレスター自身はブリッジマンの議席への野心をあらわにすることができなかったが、ローリーを排除するためにブリッジマンの息子ジョン・シンプソン閣下に秘密裏に打診した。シンプソンはフォレスターからの助けを借りて、第5代準男爵サー・ワトキン・ウィリアムズ＝ウィンとローリーから自身の出馬への同意をとりつけたのであった。これによりローリーは出馬する名目がなく、撤退することとなった。
1797年、スタッフォードシャー州長官を務めた。
1802年イギリス総選挙でニューカッスル＝アンダー＝ライン選挙区から出馬した。初代スタッフォード侯爵グランヴィル・ルーソン＝ゴアの後援を受けての出馬であり、ローリーは309票（得票数2位）で当選した。
議会でははじめカニング派の一員として行動し、アディントン内閣に対し野党の立場にたった。1804年3月13日にホイッグ党のブルックス・クラブに加入してグレンヴィル派の1人になり、第2次小ピット内閣に対しても野党の立場にたった。この立場は後援者のスタッフォード侯爵と異なったため、1806年イギリス総選挙をもって議員を退任した。以降選挙に出馬することはなくなったが、弟ポール・ビールビーがウェンロックでフォレスター家に抵抗し続け、1821年にはウェンロック選出のセシル・ウェルド＝フォレスターが叙爵申請にあたりローリー家の先祖がかつて得た称号ウェンロック男爵を申請した。ローリーはこれに抗議し、ウェルド＝フォレスターは1821年6月に1820年イギリス総選挙でウェンロック選挙区の2議席を確保したことを主張して反論したが、ローリーは紋章院事務所に差し止め願いを提出するという遅滞戦術に切り替え、1821年戴冠式記念叙勲までに決着しなかったため爵位名が「フォレスター男爵」になり、ウェルド＝フォレスターの企みは阻止された。
晩年の1825年に友人ジョン・ホリンズとともにイタリアを旅した。
1831年戴冠式記念叙勲において、1831年9月10日に連合王国貴族であるシュロップシャー州ウェンロックにおけるウェンロック男爵に叙された。
1834年4月10日にフィレンツェ近郊のヴィラで死去、8月19日にスタッフォードシャーのヒンツで埋葬された。ウェンロック男爵は廃絶、準男爵位は弟フランシスが継承した。

## 家族
1793年9月16日、アン・マリア・デニソン（Anne Maria Denison、1850年8月20日没、銀行家ジョセフ・デニソンの娘）と結婚したが、2人の間に子供はいなかった。